# Handball-Regionalliga Westfalen
Die Handball-Regionalliga Westfalen (RL-WF) ist eine der zehn Staffeln der Handball-Regionalliga des Deutschen Handballbundes und die höchste Spielklasse des Landesverbandes Westfalen (HVW), der zum übergeordneten Regionalverband Westdeutscher Handball-Verband (WHV) gehört. Die Regionalliga ist nach der Bundesliga, der 2. Bundesliga und der 3. Liga die vierthöchste Spielklasse im deutschen Handball. 
Die Liga wurde im Jahre 1969 als Oberliga Westfalen gegründet und im Sommer 2024 in Regionalliga Westfalen umbenannt. Die Liga umfasst bei den Männern und Frauen jeweils 14 Mannschaften. Bei den Männern steigt der Meister direkt in die 3. Liga auf, während bei den Frauen sich der Meister erst über eine Aufstiegsrelegation zur 3. Liga qualifizieren kann. Die bisher untergeordneten Ligen sollen ab 2024/25 in Oberliga umbenannt werden. Es steigen so viele Mannschaften ab (maximal vier, Frauen drei), bis die Ligastärke von 14 Teams incl. zwei Aufsteigern aus den Oberligen und möglichen Absteigern aus der 3. Liga erreicht ist.

## Mannschaften in der Saison 2024/25
| Männer | Frauen |
| --- | --- |
| - TuS Bommern - HSG Gevelsberg Silschede - VfL Gladbeck - TSV Hahlen - ASV Hamm-Westfalen II - TSG Harsewinkel - HC Westfalia Herne - TG Hörste - Sportfreunde Loxten - LiT 1912 II - SG Menden Sauerland Wölfe - TSV GWD Minden II - TuS 09 Möllbergen - CVJM Rödinghausen | - Handball Bad Salzuflen - HC TuRa Bergkamen - TuS Brockhagen - ASC 09 Dortmund - Borussia Dortmund II - TSV Hahlen - HTV Hemer - TG Hörste - SG Handball Ibbenbüren - Königsborner SV - Lüner SV - TV Einigkeit Netphen - HSG Petershagen/Lahde - Teutonia Riemke |

## Bisherige Meister

### Männer (Halle)
- 1969: Schalksmühler TV
- 1970: TuS Eintracht Minden
- 1971: VfL Eintracht Hagen
- 1972: SC Herford
- 1973: TuS Spenge
- 1974: Schalksmühler TV
- 1975: TuS Nettelstedt
- 1976: TSV Altenhagen 03
- 1977: OSC Dortmund
- 1978: DSC Wanne-Eickel
- 1979: Grün-Weiß Dankersen II
- 1980: TBV Lemgo
- 1981: HC TuRa Bergkamen
- 1982: TV Emsdetten
- 1983: TSG Herdecke
- 1984: SuS Oberaden
- 1985: Union 73 Bad Salzuflen
- 1986: HSG Haltern/Sythen
- 1987: TV Sachsenroß Hille
- 1988: Spvg Versmold
- 1989: TSC Eintracht Dortmund
- 1990: Schalksmühler TV
- 1991: TSG Altenhagen-Heepen
- 1992: TuS Spenge
- 1993: TV Schwitten
- 1994: SC Bielefeld
- 1995: TV Brechten
- 1996: Ahlener SG
- 1997: TuS Jöllenbeck
- 1998: TuS Ferndorf
- 1999: HSC Eintracht Recklinghausen
- 2000: Soester TV
- 2001: HSG Augustdorf/Hövelhof
- 2002: GWD Minden II
- 2003: ASV Hamm
- 2004: VfL Gladbeck
- 2005: SG Schalksmühle-Halver
- 2006: HSG Nordhemmern/Mindenerwald
- 2007: HSG Handball Lemgo II
- 2008: TuS Ferndorf
- 2009: TSG Altenhagen-Heepen
- 2010: HSE Hamm
- 2011: HSG Handball Lemgo II
- 2012: VfL Gladbeck
- 2013: SG Schalksmühle-Halver
- 2014: Soester TV
- 2015: TuS Volmetal
- 2016: Ahlener SG
- 2017: SG Menden Sauerland Wölfe
- 2018: TuS Spenge
- 2019: LiT Tribe Germania
- 2020: ASV Hamm-Westfalen II
- 2021: Saison annulliert
- 2022: VfL Gladbeck
- 2023: TSG Altenhagen-Heepen
- 2024: VfL Eintracht Hagen II
- 2025: TSV GWD Minden 2

### Männer (Feld)
Die Oberliga Westfalen war bis 1967 die höchste Spielklasse. Die Meister ab 1973 sind nicht bekannt.
- 1948: VfL Vorwärts Gevelsberg
- 1949: TuS Eintracht Minden
- 1950: Germania Lütgendortmund
- 1951: TV Eintracht Hagen
- 1952: Sportfreunde Gevelsberg
- 1953: TuS Ferndorf
- 1954: Sportfreunde Gevelsberg
- 1955: SV Westerholt
- 1956: TuS Hattingen
- 1957: SV Westerholt
- 1958: TV Eintracht Hagen
- 1959: Grün-Weiß Dankersen
- 1960: TV Eintracht Hagen
- 1961: Grün-Weiß Dankersen
- 1962: TuS 05 Wellinghofen
- 1963: nicht ermittelt
- 1964: TuS 05 Wellinghofen
- 1965: TuS 05 Wellinghofen
- 1966: Grün-Weiß Dankersen
- 1967: TSV Altenhagen 03
- 1968: TuS Ferndorf
- 1969: TuS Ferndorf
- 1970: Sportunion Annen
- 1971: TBV Lemgo
- 1972: TSV Altenhagen 03

### Frauen
- 2000: HSC Eintracht Recklinghausen
- 2001: Königsborner SV
- 2002: Borussia Dortmund II
- 2003: Eintracht Oberlübbe
- 2004: SG Knetterheide-Schötmar
- 2005: Königsborner SV
- 2006: TV Verl
- 2007: HSG Union 92 Halle
- 2008: HSG Blomberg-Lippe II
- 2009: TV Schwitten
- 2010: TV Verl
- 2011: TV Lenzinghausen
- 2012: HSG Menden-Lendringsen
- 2013: TSV Hahlen
- 2014: ASC 09 Dortmund
- 2015: HSG Menden-Lendringsen
- 2016: HSV Minden-Nord
- 2017: SG Menden
- 2018: TV Einigkeit Netphen
- 2019: Königsborner SV
- 2020: PSV Recklinghausen[1]
- 2021: Saison annulliert
- 2022: Handball Bad Salzuflen
- 2023: TuS 97 Bielefeld-Jöllenbeck
- 2024: SC DJK Everswinkel
- 2025: ASC 09 Dortmund